# Barry Duffield
Barry Duffield (ur. 28 lutego 1962 w Billingham) – australijski aktor, producent, scenarzysta i reżyser. Odtwórca roli Lugo w serialu telewizyjnym Starz Spartakus: Krew i piach (2012−2013).

## Życiorys

### Wczesne lata
Urodził się w Billingham w hrabstwie ceremonialnym Durham w Anglii. W 1969 wraz z rodziną wyemigrował do Australii, gdzie ostatecznie osiedlił się w Nhulunbuy. W latach 1968–1972 uczęszczał do Woodridge North State School, a następnie w latach 1972–1979 kształcił się w Nhulunbuy Area School. W latach 1980–1993 pracował dla Royal Australian Air Force. W latach 1997–1998 studiował na kierunku pisania scenariuszy i reżyserii w Szkole Filmowej i Telewizyjnej Morza Południowego w Auckland w Nowej Zelandii.

### Kariera
W 1987 rozpoczął karierę w Darwin. Wziął udział jako pracownik rady w programie Najbardziej poszukiwani w Australii (1989) nagrywanym w Brisbane. Po raz pierwszy wystąpił w roli aktorskiej jako funkcjonariusz służby więziennej w dramacie sensacyjnym Martina Campbella Kolonia karna (No Escape, 1994) u boku Raya Liotty. Po powrocie do Nowej Zelandii grywał w serialach telewizyjnych, takich jak Młody Herkules (Young Hercules, 1998) jako Maximus, Herkules (Hercules: The Legendary Journeys, 1998) w roli Kazankisa i Xena: Wojownicza księżniczka (Xena: Warrior Princess, 1998) jako Koryak. Od 2000 był reżyserem i scenarzystą w produkcjach DreamChaser. Zagrał postać strażnika Dunkierki w dramacie Field Punishment No.1 (2014).
Użyczył głosu ochroniarzowi w filmie animowanym Miś Yogi (2010), a także Cycletronowi w Power Rangers Beast Morphers (2019) i bestii Smashstone w Power Rangers Dino Fury (2021).

## Życie prywatne
W 1998 związał się z Susan Fleming, z którą się ożenił 26 września 1999.